# Nasoonaria sinensis
Espèce
Nasoonaria sinensis est une espèce d'araignées aranéomorphes de la famille des Linyphiidae.

## Distribution
Cette espèce  se rencontre en Chine au Yunnan, en Birmanie, en Thaïlande, au Laos, au Viêt Nam et en Indonésie à Sumatra,.

## Description
Nasoonaria_sinensis mesure de 1,5 à 1,85 mm.

## Étymologie
Son nom d'espèce, composé de sin[a] et du suffixe latin -ensis, « qui vit dans, qui habite », lui a été donné en référence au lieu de sa découverte, la Chine.

## Publication originale
- Wunderlich & Song, 1995 : « Four new spider species of the families Anapidae, Linyphiidae and Nesticidae from a tropical rain forest area of SW-China. » Beiträge zur Araneologie, vol. 4, p. 343-351.